# Hoon Lee
Hoon Lee, född 18 juli 1973 i Plymouth, Minnesota, är en amerikansk skådespelare.
Lee har bland annat medverkat i TV-serierna Warrior och Banshee. Han har även medverkat i filmen Apkungen.

## Filmografi (i urval)
- 2012–2017 – Teenage Mutant Ninja Turtles (TV-serie)
- 2013–2016 – Banshee (TV-serie)
- 2019–2023 – Warrior (TV-serie)
- 2023 – Apkungen
- 2025 – Your Friends and Neighbors (TV-serie)